# 結城紬
結城紬（ゆうきつむぎ）とは、茨城県・栃木県を主な生産の場とする絹織物。単に結城ともいう。奈良時代から続く高級織物で、本結城の工程は国の重要無形文化財。近現代の技術革新による細かい縞・絣を特色とした最高級品が主流である。元来は堅くて丈夫な織物であったが、絣の精緻化に伴い糸が細くなってきたため、現在は「軽くて柔らかい」と形容されることが多い。

## 生産地
紬と呼ばれる伝統工芸の絹織物は日本各地にある。このうち結城紬は茨城県西部の結城市と隣接する栃木県小山市などで作られている。結城郡の旧石下町（現・常総市）にも「いしげ結城紬」がある。手織のほか機械織り(力職機)もあり、糸も真綿手つむぎ糸、石下の手紡糸、撚糸工場の強撚糸など様々であるため、その見分けは大変難しいのが現状である。
上記の産地は結城市を中心に、茨城県から栃木県にまたがる鬼怒川沿いの約20キロメートルの範囲内。栃木県側では小山市から下野市付近まで、茨城県側は結城市周辺（常総市、筑西市、下妻市など）である。小山ものを「結城」と呼ぶのには抵抗がある市民もいるが、もともと小山氏とその傍系である結城氏が支配した歴史を持つ地域のため、産地の者は違和感は覚えないという。元々この地方では養蚕が盛んであって、農閑期に副業として紬が作られたのが創始とされている。後に農業の機械化が進み、年間を通じて生産されるようになった。かつて鬼怒川は「絹川」と呼ばれており、生産中心集落の一つである小森は「蚕守」と表記された時代もあるなど、結城地方では養蚕にまつわる地名が多く見られた。
結城市には、見学や購入、織り体験などができる施設として、地元企業が運営する「結城紬ミュージアム つむぎの館」や、「本場結城紬 郷土館」がある。

## 歴史
伝承によれば、崇神天皇の時代に、長幡部連の祖・多弖命（たてのみこと）という人物が三野国（美濃、三野前国）から結城に近い常陸国久慈郡に移り住み、長幡部絁（ながはたべのあしぎぬ）と呼ばれる織物を始めたという。絁とは太い絹糸で織った粗布のことである。それが結城地方に伝わり結城紬となったとされる。絁は「常陸紬」と呼ばれ、1322年（延元元年）に発行された『庭訓往来』で諸国の名産品の一つとして名が記されている。1601年（慶長6年）にこの地方の代官となった伊奈備前忠次が、京都・信州における織物技術を取り入れるなどして改良を行い、知名度を高めた。結城紬の名を確認出来る最古の書物は、1638年に刊行された『毛吹草』である。1712年には最上級の紬として『和漢三才図絵』に紹介された。
1865年に初めて絣の結城紬が制作される。1873年にはウィーン万国博覧会に出品され、世界的に名を知られるきっかけとなる。
1953年、平織と縮織が茨城県無形文化財に指定される。その後1956年4月24日に重要無形文化財へ指定（平織のみ）。同時に従事者6名が技術保持者に認定された。1961年に結城市を中心とした各市町村により、財団法人重要無形文化財技術保存会が設立された。
1974年にNHK朝の連続テレビ小説で放映された『鳩子の海』で一部結城市が舞台となり、結城紬の知名度も高まった。
1975年の文化財保護法改正に伴い、翌1976年、技術保持者6名の認定が解除され、保持団体の認定に変更となる。171名で本場結城紬技術保持会が設立され、同会が重要無形文化財「結城紬」の保持団体として認定された。1977年3月30日には経済産業指定伝統工芸品として承認された。また同年、結城紬伝統工芸士が認定された（この年の認定者は染2名、絣くくり6名、織り6名であった。以後規定を満たした者が順次認定されている）。1986年には栃木県伝統工芸品、1988年には茨城県郷土工芸品の指定を受けている。
2004年、品質検査の際に重要無形文化財の指定要件を満たしていない反物にも「重要無形文化財指定」証票が不正交付されていたことが明らかにされた。文化庁が保存会に改善を指導し、翌2005年6月3日分の検査合格品から全反物が「重要無形文化財」表記のない証票へと変更された。
2010年にユネスコ無形文化遺産リストに登録された。
2014年に小山市は後継者不足のため市職員「紬織士」の採用制度を始めた。
「本場結城紬」は地域団体商標に登録されている。

## 縮織と平織
結城紬は平織と縮織の2種類がある。現在の紬は撚りのない糸を経と緯に使用する平織が主流で、全体の約97%を占める。かつては横糸に強撚糸を使い、表面がちりめん状に仕上げられた縮織が主流だった時代もあり、戦後の昭和中期頃は縮織が結城紬全体の約9割を占めた。 

### 縮織
1953年（昭和28年）茨城県指定無形文化財。織物組織学上の分類では平織に分類されるが、結城紬の縮は、横糸1メートルの間に約2,000回の強い撚りをかけて糊付けした撚糸（ねんし）を使って製織する。温湯の中で揉み込むことで撚糸の糊が溶けて横幅が縮み、表面がちりめん状になることから縮と呼んで平織と区別される。平織は、反物の耳の部分に白糸を織るが、縮は白糸がないので見分けがつく。
結城紬で縮が作られるようになったのは、1902年（明治35年）頃だと伝えられ、布地が持つシャリ感が好評で女性物の単衣に進出し、斬新な絣（かすり）を仕込んで声価を高めたことで、昭和37年頃は生産量の86%を占めるようになった。その後、平織が急速にすると1966年（昭和41年）頃から両者の関係は逆転し、現在は本場結城紬全体の3%に留まる。

### 平織
1953年（昭和28年）茨城県指定無形文化財および、1956年（昭和31年）国指定重要無形文化財。真綿から指先でつむぎ出した撚りのない糸をそのまま縦と横に使用した織物で、縮織に対して「のし」と呼ぶこともある。歴史的には平織の方が縮織よりも古く、戦後は平織の生産量が少なかったため、国の重要無形文化財の指定を受け、保護されるようになった。その後は消費者の趣向の変化で平織の生産量が増えるようになり、1980年の結城紬生産量（約3万反）の99%に達した。

## 重要無形文化財の指定要件

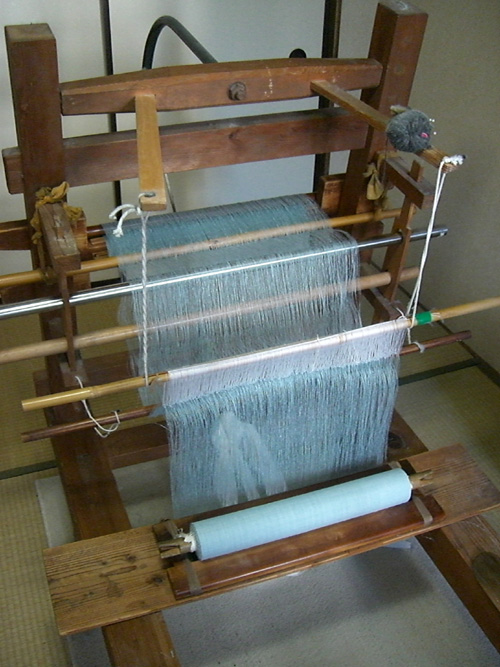
結城紬の地機（いざり機）

国の重要無形文化財に指定された際に定められた要件は以下の3つで、糸つむぎ・絣（かすり）くびり・織の3工程について指定されている。（※重要無形文化財保持団体認定書より抜粋）
- 使用する糸はすべて真綿より手つむぎした撚りの掛からない無撚糸を使用すること
- 絣模様を付ける場合は手括りによること
- 地機で織ること

以上の3要件のすべてを満たさない場合は重要無形文化財とはみなされないが、「本場結城紬」であることには相違ない（「本場結城紬」は元々は高機で織られたものにも証紙を貼るためにつけられた登録商標である）。現在は絹紡糸、絹糸と交ぜて織る半工業製品も生産されているこれを本結城とは言えない。
2004年に発覚した「重要無形文化財指定」証票の不正交付は、絣が手くびりではない「すり込み」（以下参照）に対して行われていた。他の2項目は満たしており、価値は重要無形文化財に相当すると結城紬技術保存会が判断したためと思われる。翌年から「重要無形文化財」の表示はなくなったが、認定を取り消されたわけではない。

## 制作工程

### 真綿

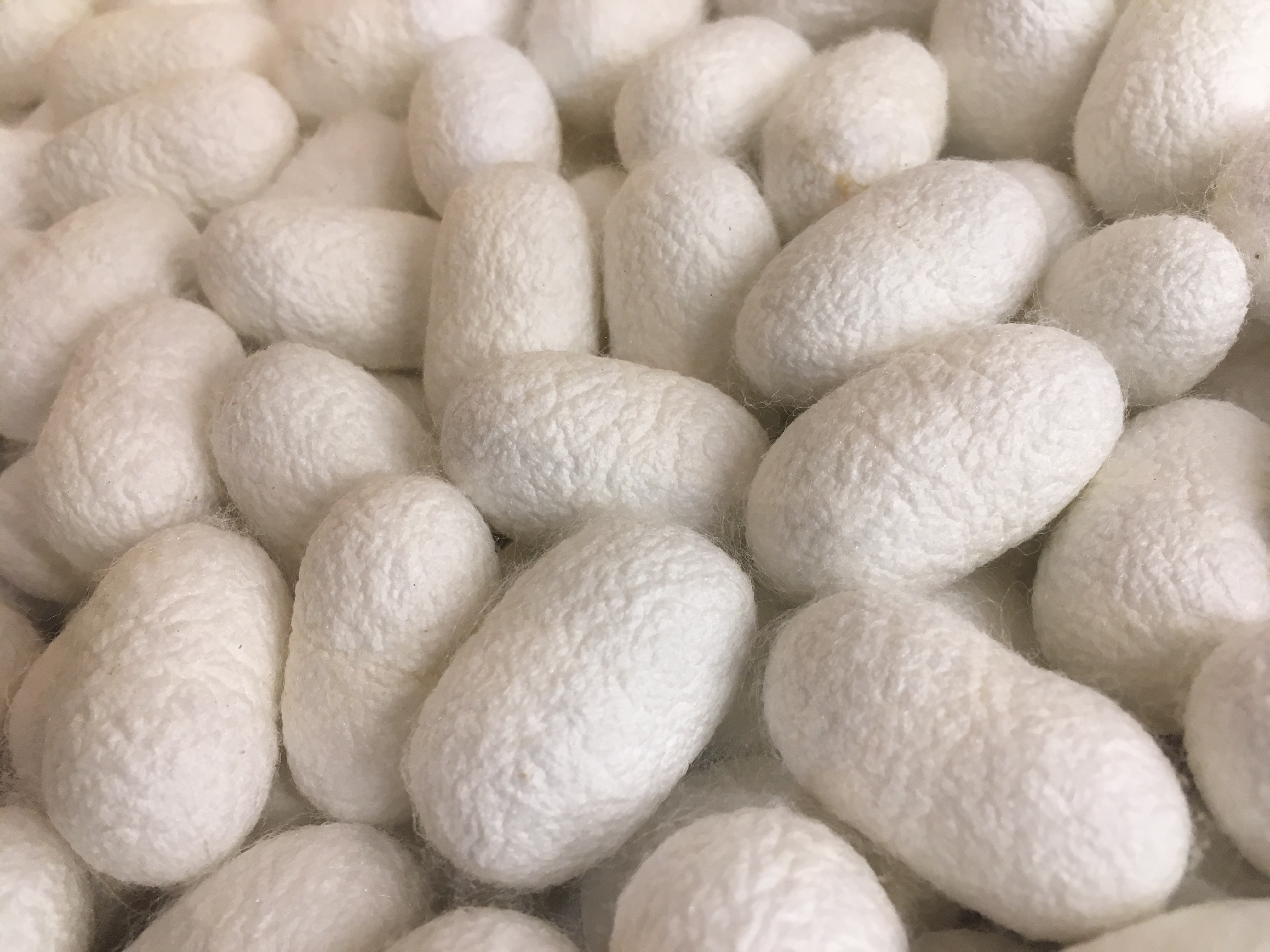
用いられる上繭。

結城紬は元来、結城周辺の養蚕業で出される屑繭（蛾の出殻や汚れなどにより売り物にならない繭）を使って作られていたが、江戸時代中期から福島県保原町一帯で作られる入金真綿（いりきんまわた）も使用するようになった。1723年の五十里洪水で結城一帯の桑畑は壊滅的な被害を受け、以後現在は原料の99％を入金真綿が占めている。結城での養蚕も数軒ではあるが現存する。
茨城県は2001年に「大鷲（おおわし）」という繭の新品種を開発し、結城紬のブランドシルクとする計画を発表した。飼育数や時期が限られており、2006年現在で年間約100反ほどの生産ではあるが、開発が進んでいる。丈夫な糸が取れる上に粒が大きく、1反当りに飼育される蚕の数の削減に繋がるとして期待が持たれている。

### 糸つむぎ

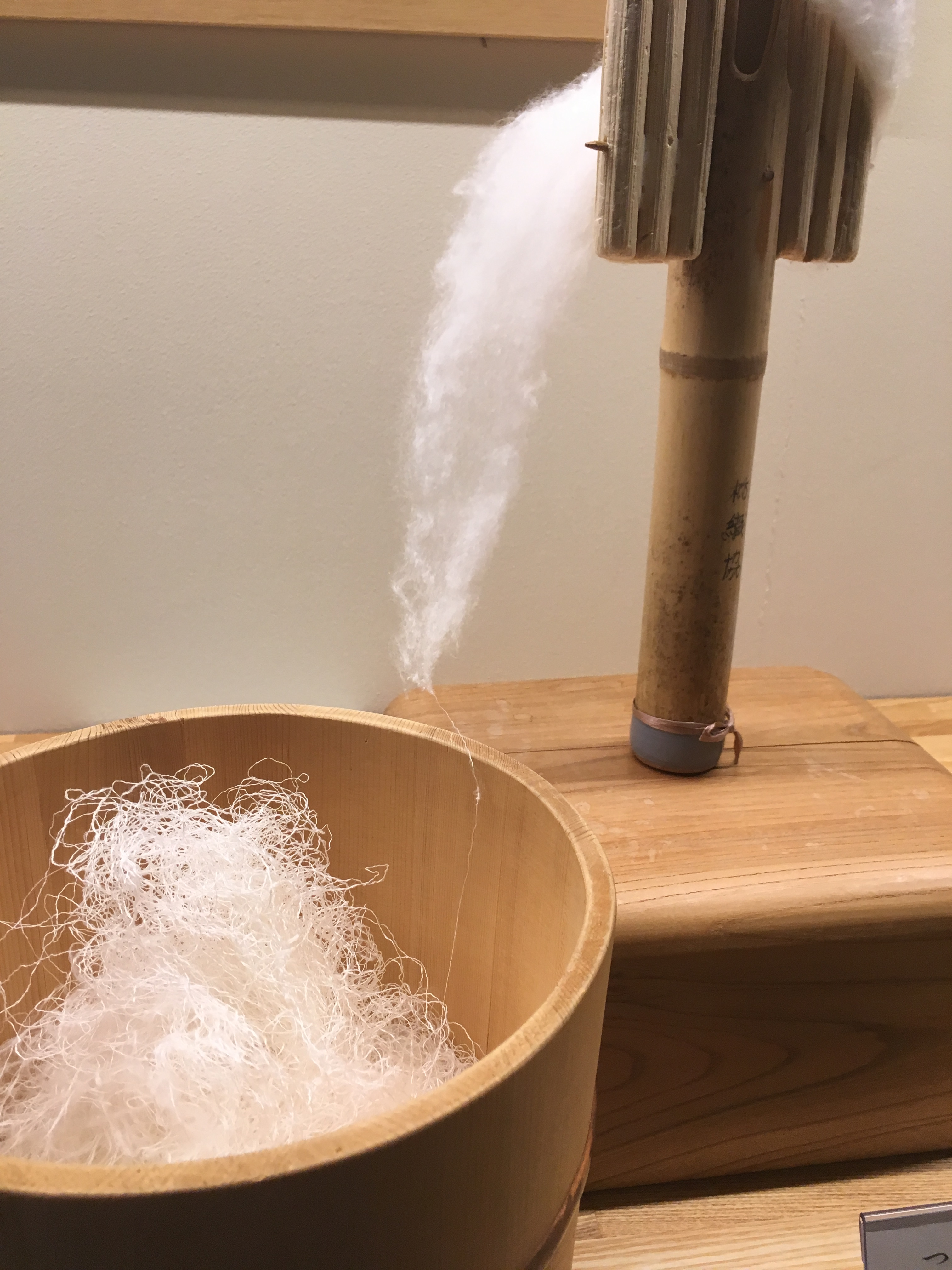
つくしから紡がれた糸をおぼけに移していく様子。

繭は重曹を加えた湯で2時間ほど煮込み、柔らかくした後たらいに移し、ぬるま湯の中で5 - 6粒ほどをこぶしで広げながら重ねて1枚の真綿を作る。中の蛹が生きた状態で煮たものを「生掛け糸」と呼び、ツヤのある丈夫な糸になるというが、以前は保冷技術が未発達だったため希少品であった。乾燥させた真綿約50枚（約94グラム、1匁）を1秤とし、約7秤で1反の結城紬を制作する。
真綿をさらに両手で広げ「つくし（竹筒にキビガラを取り付け台座に立てたもの）」と呼ばれる器具にからみつけ、その端から糸を引き出す。片方の手で糸を引き、唾液をつけたもう片方の指先で真綿を細く捻るようにしてまとめ糸にする。均一な太さを保つためには熟練した技が必要であり、特に40 - 50歳の女性のつむぎ手の唾液には粘りがあり、照りのある良い糸ができるという。引いた糸は「おぼけ」という容器に溜めてゆき、一秤分の真綿が全て糸になった状態を1ボッチと呼ぶ。個人差はあるが1ボッチの糸つむぎにかかる日数は7 - 10日、長さは約4 - 5千メートルである。その後、糸あげと呼ばれる作業で枷の状態にする。本場結城紬と認定される無撚の真綿手つむぎ糸を取れるようになるには10年以上の経験が必要となり、後継者は育っていない。

### 整経
整経と呼ばれる作業で糸を決められた長さと本数に揃え、経糸（たていと）を作る。結城紬1反は品質検査の規定で3丈7尺（約12.3メートル）と決まっているため、それに余裕を持たせた約14メートルほどとする。本数は上糸640本、下糸640本、計1280本が必要であり（無地や縞柄の場合）、これは反物の幅約9寸5分に相当する。

### 柄制作

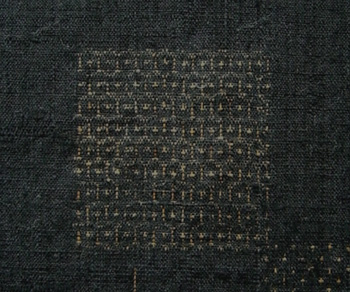
亀甲柄

#### 絣くくり
経糸を枠に巻き付け、図案に従って竹のへらで墨をつけてゆく。墨をつけた部分を綿糸で縛る作業を「絣くくり」または「絣くびり」という。縛った部分には染料が入らないので色がつかない。この無染色の部分の組み合わせで絣模様となる。縛りが弱いと染色中に綿糸が取れたり染料が入ってしまうため、絣くくりは一般的には男性が行う。反物一幅に入る亀甲の数で柄の細かさは概ね4段階に分けられるが、縛りは一番単純とされる80亀甲（反物の幅に80個入る）で160ヶ所、最高の細かさである200亀甲では約400ヶ所にもなる。1反全体で数万ヶ所の縛りが必要となる場合もあり、絣くくりだけで数ヶ月かかる場合もある。また、複数人での仕事は縛る強さが変わってしまうため、最初から最後まで1人が行わなければならない。

#### すり込み
戦後に「すり込み」という染色法が開発された。これは墨付けをした部分に直接染料で色をつけてゆく技法である。戦前は染料が滲む上に色が定着しにくい点があったが、染料に混ぜる糊の量を通常の約2.5倍に増やし、粘りを加えたことで実用化となった。絣くくりは染まらない部分を模様とするため、地は藍色・黒などの濃色にならざるを得なかった。対して刷り込みは淡色の経糸に模様を入れることが可能であり、現代の好みに即した明るい色の反物を制作できるようになった。

### 糸染め
元々は木藍によって染色した紬糸を使用したものが多かったため、今でも染業者は「紺屋」と呼ばれることが多いが、化学染料の使用が主である。太平洋戦争期、食料確保のために藍畑から転換を迫られたことや、戦後に藍では染められないような細かい絣が主流になったことが、化学染料への移行の原因である。女性向けに明るい色の反物が好まれるという理由も大きい。また、藍染めの糸は糸が毛羽立ち扱いづらくなり織りにも影響が出るため、反物としての価格も3割ほど高くなる。2007年時点、結城で藍瓶を持つ染屋は1軒のみとなった。草木染めを行う業者もわずかではあるが存在する。
絣模様を綺麗に出すには、くくりとくくりの間にしっかりと染料が入らなければならない。染料に浸すだけでは難しいため、枷を地面に叩き付けて染める「叩き染め」が、結城紬独特の技法として定着している。

### 糊付け
撚りをかけずに紡いだ糸は力をかけるとすぐに切れてしまう。強度を増すために、整経と機巻きの前に糊付けをする。小麦粉と水を混ぜて糊状にしたものに糸を浸し、よく捌いて風通しの良い日陰に干す、これを3回ほど繰り返す。糸の太さや作業時の天候等で仕上がりが左右される作業である。糊が強すぎると逆に糸同士が密着して織りづらくなるため、経験と勘が必要とされる。一生習いと言われるほどであり、糊の濃度などは他の家には簡単に教えないという。
糊は基本的には着物に仕立てる前に「湯通し」と呼ばれる作業で落とされる。たらいに45度前後の湯をはり、反物を浸しては湯を変えて徐々に糸そのものの風合いに戻してゆく。糊付は織り元が行うが湯通しは専門の業者があり、結城紬制作の最後の仕上げを担っている。

### 品質検査
重要無形文化財指定の技法が用いられたか否かに関わらず、本場結城紬として生産された反物は全て同様に検査され、長さ、打ち込み数、色斑の有無や堅牢度など15項目の規定を満たしたものにのみ合格証紙が貼付され割印が押される。組合員は安く検査が受けられるが、非組合員は反物一反につき5万円必要となる。それでなくとも利益の少ない手仕事の職人は組合員とならねば販路が断たれると言う弊害も発生しているのが現状である。
1887年の結城物産織物商組合結成時に反物の検査が開始され、合格したものだけに商標ラベルを貼ることが定められた。1933年に検査は県営へ移行、1962年以降は生産者検査となった。現在は、機屋（織り元）が指定された日時に反物を本場結城紬検査協同組合に持ち込み、検査を受けるという体制である。検査を受けた反物は問屋へ納品され、市場へ出ることとなる（かつて結城紬は縞柄が多かったことから、産地では問屋を「縞屋」と呼ぶ）。

## 参考記事・文献
- 「新品種の繭「大鷲」を利用し結城紬 ブランドシルクをPR」『毎日新聞』茨城南版25面、2001年6月21日。
- 「結城紬に"ほころび"」『読売新聞』2004年12月4日。

（以後読売新聞茨城版では特集が3回連載で掲載された。12月8日〜10日）
- 坂入了『茨城県大百科事典』茨城新聞社、1981年10月8日、1055頁。「結城紬（縮織）・結城紬（平織）」
- 野村 耕 『歴史の中に生き続ける結城紬』繊維学会誌、Vol. 60、 No. 11, P540ーP542 、2004年。
- 別冊太陽『日本の自然布』平凡社、p120-123、2004年1月5日。
- 『栃木県立博物館　平成16年度企画　展結城紬〜紬織りの技と美』栃木県立博物館友の会、2004年3月30日。
- 『結城紬　Yuki Tsumugi Guide』結城市産業経済部商工観光課作成パンフレット。

## 資料映像
- 「結城つむぎの里」（昭和49年6月公開） - 中日ニュース1065号（動画）・中日映画社